# Elida (Ohio)
Pour les articles homonymes, voir Elida.
Elida est un village américain situé dans le comté d'Allen, dans l'Ohio. 

## Démographie
Selon le recensement de 2020, sa population est de 1 923 habitants.